# كلير برات
كلير برات هي كاتِبة وفنانة ومصممة جرافيك وشاعرة كندية، ولدت في 18 مارس 1921 في تورونتو في كندا، وتوفي بنفس المكان في 5 أبريل 1995.